# Södertörns brandförsvarsförbund

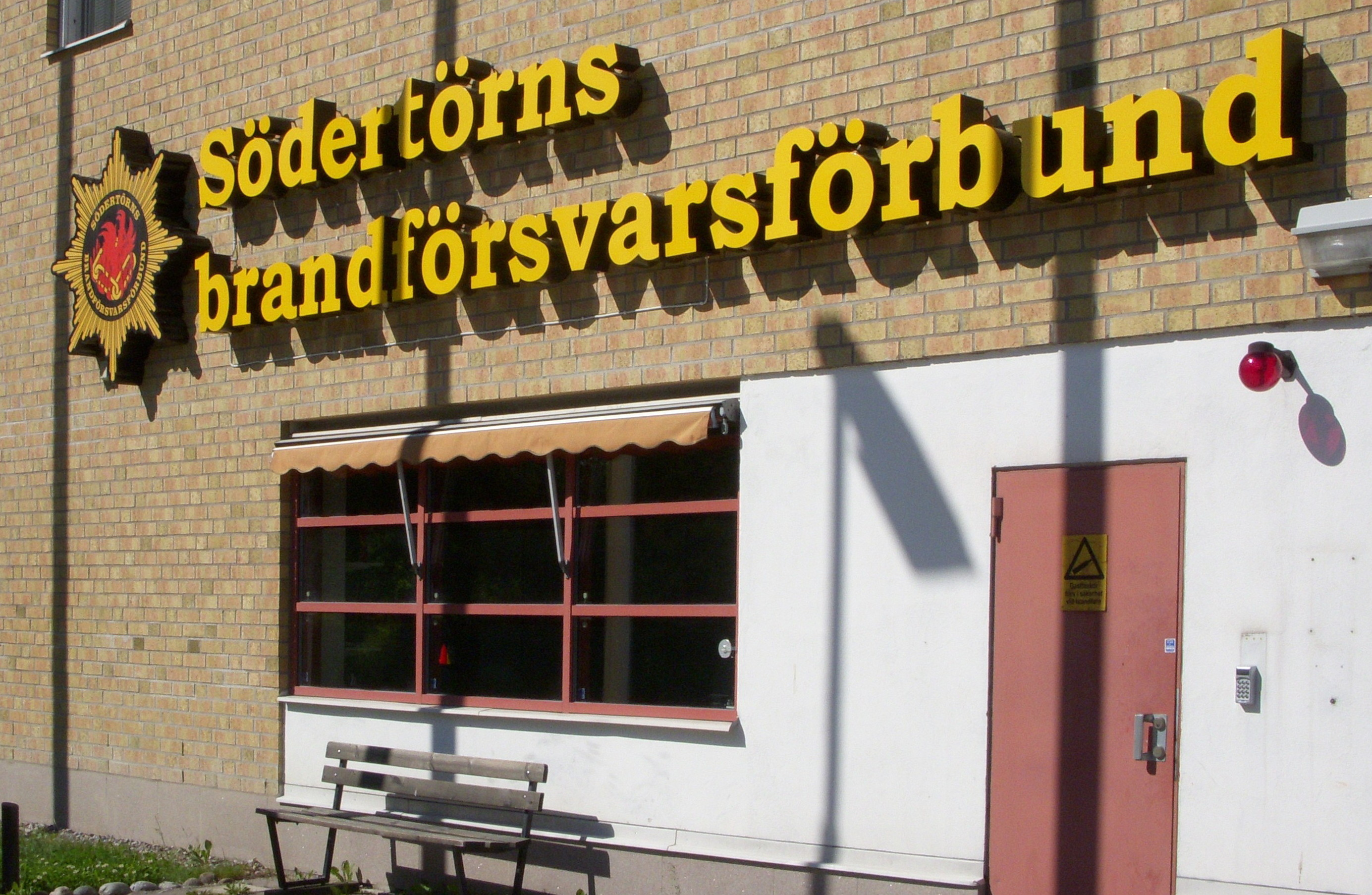
Södertälje brandstation.

Södertörns brandförsvarsförbund är ett kommunalförbund för räddningstjänsten inom kommunerna Botkyrka, Ekerö, Haninge, Huddinge, Nacka, Nykvarn, Nynäshamn, Salem, Södertälje och Tyresö.

## Beskrivning

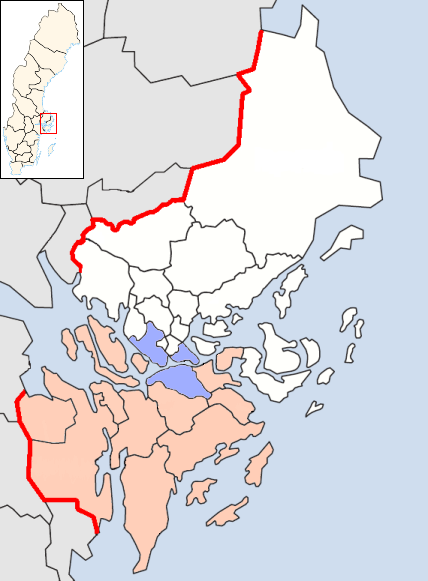
Området som förbundet ansvarar för markerat i orange.

Kommunalförbundet inrättades år 1993. Förbundsdirektionen är sammansatt av politiker från de tio medlemskommunerna. År 2023 är Aza Cheragwandi (S) från Huddinge kommun ordförande för förbundet. Det finns nio heltidsbemannade brandstationer, tre deltidsstationer samt nio brandvärn inom förbundet. Förbundet har cirka 500 anställda och betjänar drygt 540 000 invånare.
Förbundet har en larm- och ledningscentral (Lindvreten), Räddningscentralen Stockholms län (RCSL) som betjänar ovanstående kommuner med larm och ledning vid räddningsinsatser. 
RCSL bemannas alltid av minst tre larmoperatörer samt ett vakthavande befäl (VB). Här finns en Regional insatsledare (RIL) (237-8180) samt en sambands- och ledningsoperatör (237-8180) som larmas vid större insatser i samtliga av RCSL 10 kommuner. Varje år hanterar RCSL cirka 7 000 räddningsinsatser. Räddningscentralen är en av två räddningscentraler i länet. RCSL betjänar även ett flertal kommuner med felanmälan jourtid och tar emot stort antal brand, inbrott, CCTV, överfall, hiss och driftlarmer från kommunerna.
Under 2012 utförde Södertörns brandförsvarsförbund 1 000 tillsyner på brandskyddet på olika verksamheter i medlemskommunerna, cirka 800 handläggningsärenden som tillstånd brandfarlig och explosiv vara, samt utbildade cirka 13 000 personer i brandskydd.
Förbundsdirektör sedan 2021 är Cecilia Uneram, medan Henrik Lindström är Brandchef.

## Brandstationerna i Södertörns brandförsvarsförbund
- Adelsö (räddningsvärn)
- Botkyrka KEM-resurs nivå 2
- Dalarö (räddningsvärn)
- Ekerö Djurräddning
- Haninge Tung räddning
- Hilleshög (räddningsvärn)
- Huddinge
- Järna (deltid)

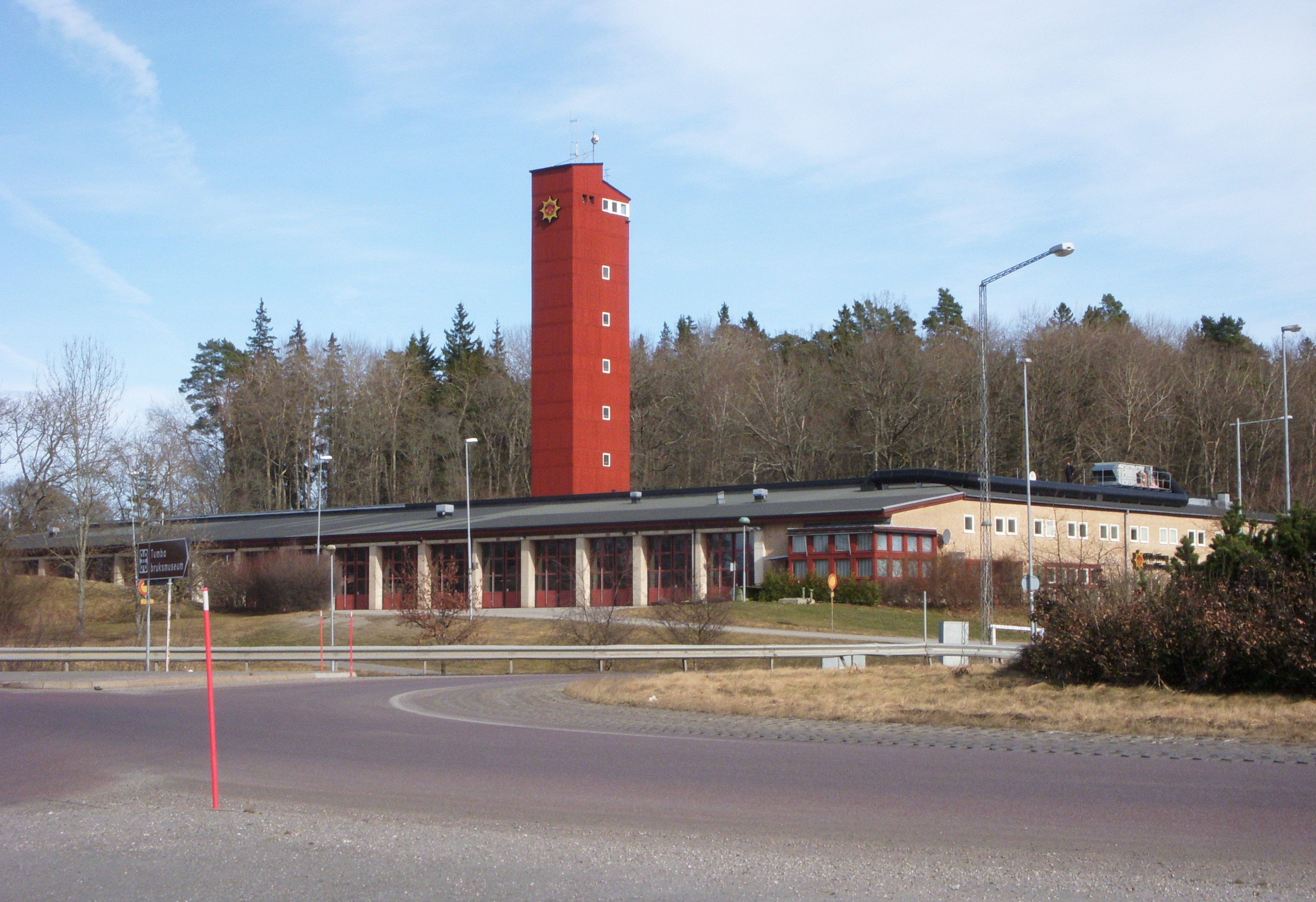
Botkyrka Brandstation.

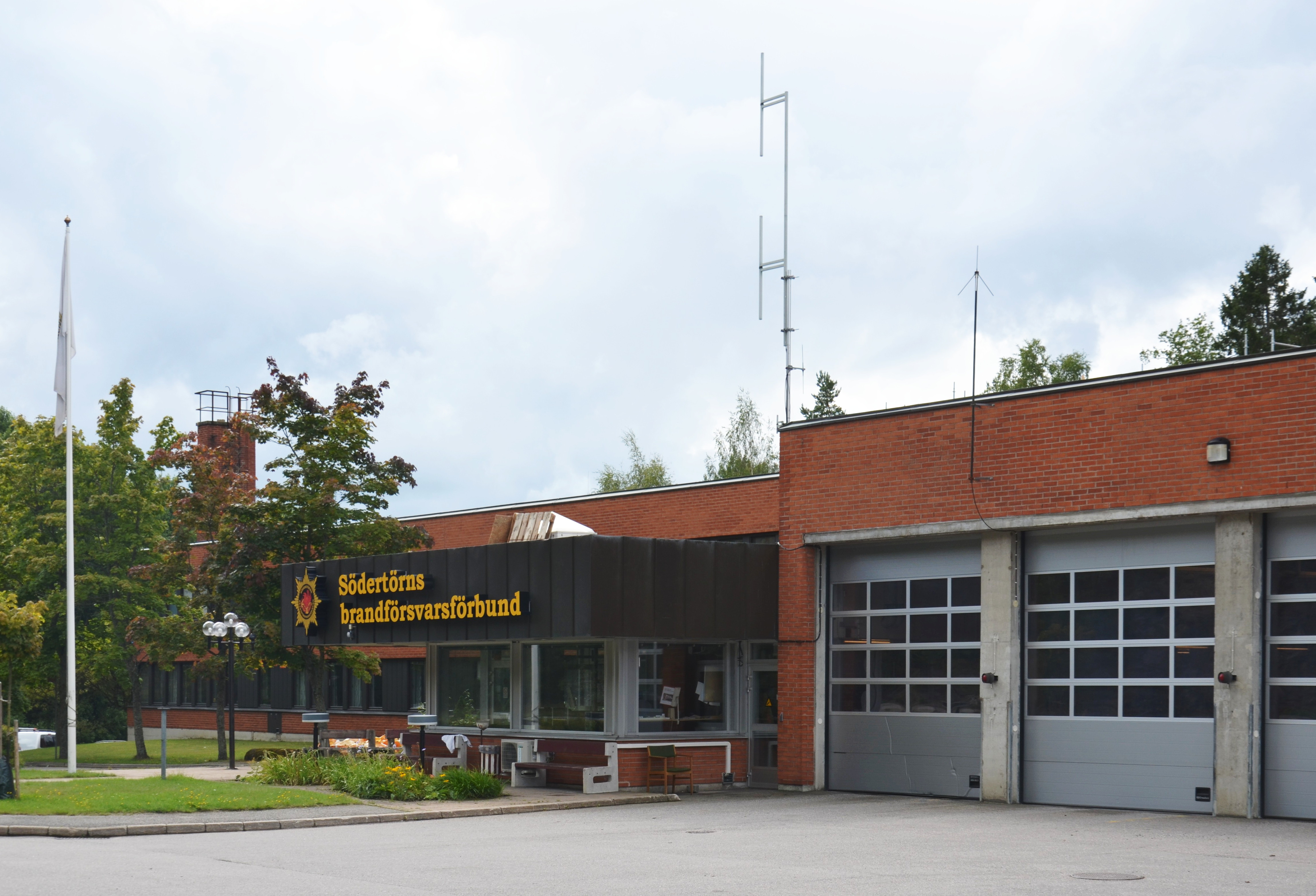
Huddinge brandstation.

- Lindvreten (larmcentral, dagtidstyrka 1 + 4,(kl. 7.30–17.30)
- Munsö (räddningsvärn)
- Muskö (räddningsvärn)
- Nacka
- Nykvarn (deltid)
- Nynäshamn
- Ornö (räddningsvärn)
- Sorunda (deltid)
- Södertälje
- Tyresö Höghöjdsräddning
- Utö (räddningsvärn)